# Brookesia lambertoni
Brookesia lambertoni este o specie de cameleoni din genul Brookesia, familia Chamaeleonidae, descrisă de Edouard-Raoul Brygoo și Domergue 1970. Conform Catalogue of Life specia Brookesia lambertoni nu are subspecii cunoscute.